# Dangsan-dong
Dangsan-dong (koreanska: 당산동) är en stadsdel i stadsdistriktet Yeongdeungpo-gu i Sydkoreas huvudstad Seoul.

## Indelning
Administrativt är Dangsan-dong indelat i:
| Namn    | Namn               | Yta km² | Invånare 31 dec 2020 |
| ------- | ------------------ | ------- | -------------------- |
| 당산1동 | Dangsan 1(il)-dong | 0,75    | 21 197               |
| 당산2동 | Dangsan 2(i)-dong  | 1,55    | 38 011               |